# Журавно (станція)
Жура́вно (до 1944 року — Журавно-Новосільці) — проміжна залізнична станція Івано-Франківської дирекції залізничних перевезень Львівської залізниці на неелектрифікованій лінії Ходорів — Хриплин між станціями Букачівці (10 км) та Ходорів (14 км). Розташована поблизу сіл Новосільці Стрийського району Львівської області та Луковець-Вишнівський Івано-Франківського району Івано-Франківської області.

## Пасажирське сполучення
На станції зупиняються приміські поїзди сполученням Івано-Франківськ — Ходорів.